# Харахов
Харахов (чеш. Harrachov) град је у Чешкој Републици. Град се налази у управној јединици Либеречки крај, у оквиру којег припада округу Семили.

## Становништво
Према подацима о броју становника из 2014. године град је имао 1.524 становника.